# Prekonoga
Prekonoga (cyr. Преконога) – wieś w Serbii, w okręgu niszawskim, w gminie Svrljig. W 2011 roku liczyła 465 mieszkańców.